# Кишковская, Светлана Альбертовна
Светлана Альбертовна Кишковская, (род. 6 марта 1946, Докучаевск, Сталинская область) — советский, украинский и российский винодел, учёная-энолог и микробиолог, доктор технических наук (1991), профессор (1993). Ведущий научный сотрудник, заведующая микробиологии института «Магарач». Звание «Заслуженный работник агропромышленного комплекса Крыма» (2000).

## Биография
Родилась 6 марта 1946 года в городе Докучаевск Донецкой области в семье служащих. В 1966 году поступила в Кишинёвский политехнический институт на кафедру виноделия. Получила в 1971 году специальность «инженер-технолог». Была распределена в Национальный институт винограда и вина «Магарач», работала стажёром-исследователем, а затем младшим научным сотрудником в отделе микробиологии. Работала под руководством профессоров В. И. Зинченко и Н. И. Бурьян.
В 1972 году Светлана Кишковская поступила в аспирантуру в отделе микробиологии института. Во время обучения в аспирантуре входила в состав бюро Совета молодых исследователей, была заместителем председателя Совета. Светлана Альбертовна ухаживала за кедровой Аллеей дружбы, заложенной институтом «Магарач», была общественным инспектором по охране лесов Ялтинского горно-лесного природного заповедника.
В 1975 году она защитила диссертацию на соискание учёной степени кандидата технических наук по теме «Влияние избыточного давления углекислого газа на дрожжи при производстве столовых и натуральных полусладких игристых вин». С 1980 года — старший научный сотрудник. В 1990 году защитила диссертацию на соискание учёной степени доктора технических наук по специальности «биотехнология». В 1992 году ей было присвоено звание профессора. С 1993 года — ведущий научный сотрудник. С 2007 года С. А. Кишковская заведует отделом микробиологии в институте «Магарач», является членом Учёного совета института. По совместительству в 1998—2008 годах профессор Ялтинского университета менеджмента.
В 2000 году присвоено звание «Заслуженный работник агропромышленного комплекса Крыма» за разработку технологических режимов по улучшению качества шампанского завода «Новый Свет», позволивших возобновить его поставку на экспорт. Действительный член Международной академии винограда и вина (Москва) по отделению виноделия.
После присоединения Крыма к России приняла российское гражданство, продолжила свою работу в институте «Магарач».
На конкурсе «Ялта. Золотой грифон — 2017» была награждена медалью Л. С. Голицына и дипломом.

## Научная деятельность
За годы работы Светлана Альбертовна опубликовала более 130-и научных работ, имеет 10 авторских свидетельств на изобретения и 5 патентов. Ведущее направление её исследований — биологическое снижение кислотности вин, работа с культурами сухих винных дрожжей.

## Избранная библиография[1]
- Влияние избыточного давления СО2 на уровень АТФ, активность гексокиназы, фосфофруктокиназы у винных дрожжей // Приклад. биохимия и микробиология. 1976. Т. 12, вып. 6;
- Основы микробиологии, санитарии и гигиены в винодельческой промышленности. Москва, 1986;
- Проблемы кислотопонижения в производстве шампанского // Виноградарство и виноделие. 1995. № 3;
- Характер взаимоотношений между дрожжами и бактериями и их влияние на технологические процессы // Тр. Ин-та виноградарства и виноделия «Магарач». Ялта, 2008;
- Идентификация дрожжей вида Brettanomyces bruxellensis с помощью специфических праймеров // Тр. Ин-та виноградарства и виноделия «Магарач». Ялта. 2009.